# Jan z Uniejowa
Jan z Uniejowa (łac. Joannes Uniejoviensis; zm. 12 stycznia 1582 w Kazimierzu) – polski kompozytor renesansowy, przeor Klasztoru Kanoników Regularnych w Trzemesznie.

## Życiorys
Należał do zgromadzenia kanoników regularnych w Trzemesznie w 1565 r. Zajmował się wówczas spisem zmarłych kanoników lateraneńskich opactwa i klasztoru. Następnie został przeorem konwentu. W ostatnich latach życia był plebanem w Kazimierzu. Był kompozytorem wielu oficjów i motetów na uroczyste święta, których zapis jednak nie zachował się do czasów współczesnych.